# Александринов
Александринов (пољ. Aleksandrynów) је село у Пољској које се налази у војводству Мазовском у повјату Гостињском у општини Гостињин.
Од 1975. до 1998. године ово насеље се налазило у Плоцком војводству.